# Ludwig Friedrich Leopold von Gerlach
Ludwig Friedrich Leopold von Gerlach, född den 17 september 1790 i Berlin, död den 10 januari 1861 i Berlin, var en preussisk general och bror till Ernst Ludwig von Gerlach.

## Biografi
Leopold von Gerlach var son till borgmästaren i Berlin, Carl Friedrich Leopold von Gerlach.
Han började som mycket ung i armén och deltog år 1806 i slaget vid Auerstedt. Han studerade juridik i Göttingen och Heidelberg. Från 1813 till 1814 följde han Gebhard Leberecht von Blücher och blev 1815 delaktig i generalstaben i befrielsekriget. År 1826 var han adjutant till senare kejsare Vilhelm I.
Han var en av de inflytelserikaste personerna i den konservativa kretsen kring hovet i Berlin och bildade tillsammans med sin bror den ”kristna germanska” cirkeln för att propagera för den schweiziske juristen Karl Ludwig von Hallers idéer. 
Leopold von Gerlach var också en protestantiskt konservativ bundsförvant med Otto von Bismarck.